# レイディオ (炭酸飲料)
レイディオ (RADIO) とは、コカ・コーラの北海道コカ・コーラボトリング、三笠コカ・コーラボトリング、近畿コカ・コーラボトリングにより販売されたコーラ飲料の一種である。
1990年代前半に日本のソフトドリンク市場では炭酸を弱めた微炭酸飲料がブームとなっており、mistio（ダイドードリンコ）やシャッセ（キリン）などの商品が各社から発売された時期があった。
この背景のもと、コカコーラは1995年に微炭酸コーラ「レイディオ」を発売。「ゴクゴク飲める微炭酸コーラ」というキャッチコピーで販売された。味はコカ・コーラと類似しているが、炭酸は弱めでライム系のかすかな香り付けがしてあったことにより、気温が暑い時にコカ・コーラよりは飲みやすくなるよう作られていた。
翌1996年にはパッケージデザインと味がリニューアルされ、甘さが抑えられ、暑い時期により飲みやすくなるよう調整された。「微炭酸という新しいジャンルのなかでかなり完成された出来」 と高い評価を受けることもあったが、一般消費者には受け入れられず、1997年から1998年頃には中止された。
その後、「コカ・コーラでコーク以外のコーラが定着したためしは無い」と評され、過去のコカ・コーラ社の他の飲料にも見られたように「自社のコーラを喰ってしまうというジレンマ」に陥ったなどとする分析がなされている。